# 아이폰 15
아이폰 15(iPhone 15)와 아이폰 15 플러스(iPhone 15 Plus)는 애플이 설계하고 개발하고 판매하는 스마트폰이다. 아이폰 14의 뒤를 잇는 17세대 아이폰이다. 이 기기는 2023년 9월 12일에 캘리포니아 쿠퍼티노에 있는 애플 파크에서 열린 애플 이벤트에서 아이폰 15 프로 및 프로 맥스, Apple Watch Series 9 및 Apple Watch Ultra 2와 함께 발표되었다. 예약 주문은 9월 15일에 시작되었으며 2023년 9월 22일에 출시되었다.

## 역사
2021년에 유럽 연합 집행위원회는 아이폰을 포함해 유럽연합의 모든 기기에 USB-C를 의무화하는 법안을 고려하기 시작했다. 애플 분석가 Ming-Chi Kuo는 애플이 2023년까지 독자적인 라이트닝 커넥터를 중단할 것이라고 주장했다. 당시 애플은 유럽연합의 제안이 통과될 가능성이 높아 USB-C로 전환하는 방안을 검토 중이었다. 이 법안은 2022년 10월에 법률로 통과되어 무선 장비 지침(Radio Equipment Directive)이 되었다. 그 달에 애플은 유럽 연합의 규정을 준수할 것이라고 했다.
아이폰 15가 공식 출시되기 2주 전, 인도에서 제조된 일부 기기가 출시일에 처음으로 전 세계에서 판매될 것이라고 발표되었다.

## 사양

### 하드웨어

#### 디스플레이
아이폰 15는 2556×1179 픽셀의 해상도와 약 460PPI 화소 밀도의 Super Retina XDR OLED 기술이 탑재된 6.1 인치 (155 mm) 디스플레이를 탑재했다. 아이폰 15 플러스는 2796×1290 픽셀의 해상도와 약 460PPI의 화소 밀도로 동일한 기술을 사용하는 6.7 인치 (170 mm) 디스플레이를 탑재했다. 두 모델 모두 향상된 일반 밝기를 최대 1,000 니트, 최대 밝기(HDR)를 최대 1,600니트, 최대 밝기(실외)를 최대 2,000니트로 개선한 Super Retina XDR OLED 디스플레이를 탑재했다. 다이나믹 아일랜드 기능은 이제 아이폰 15의 표준으로 디스플레이 노치를 대체한다.

#### 디자인

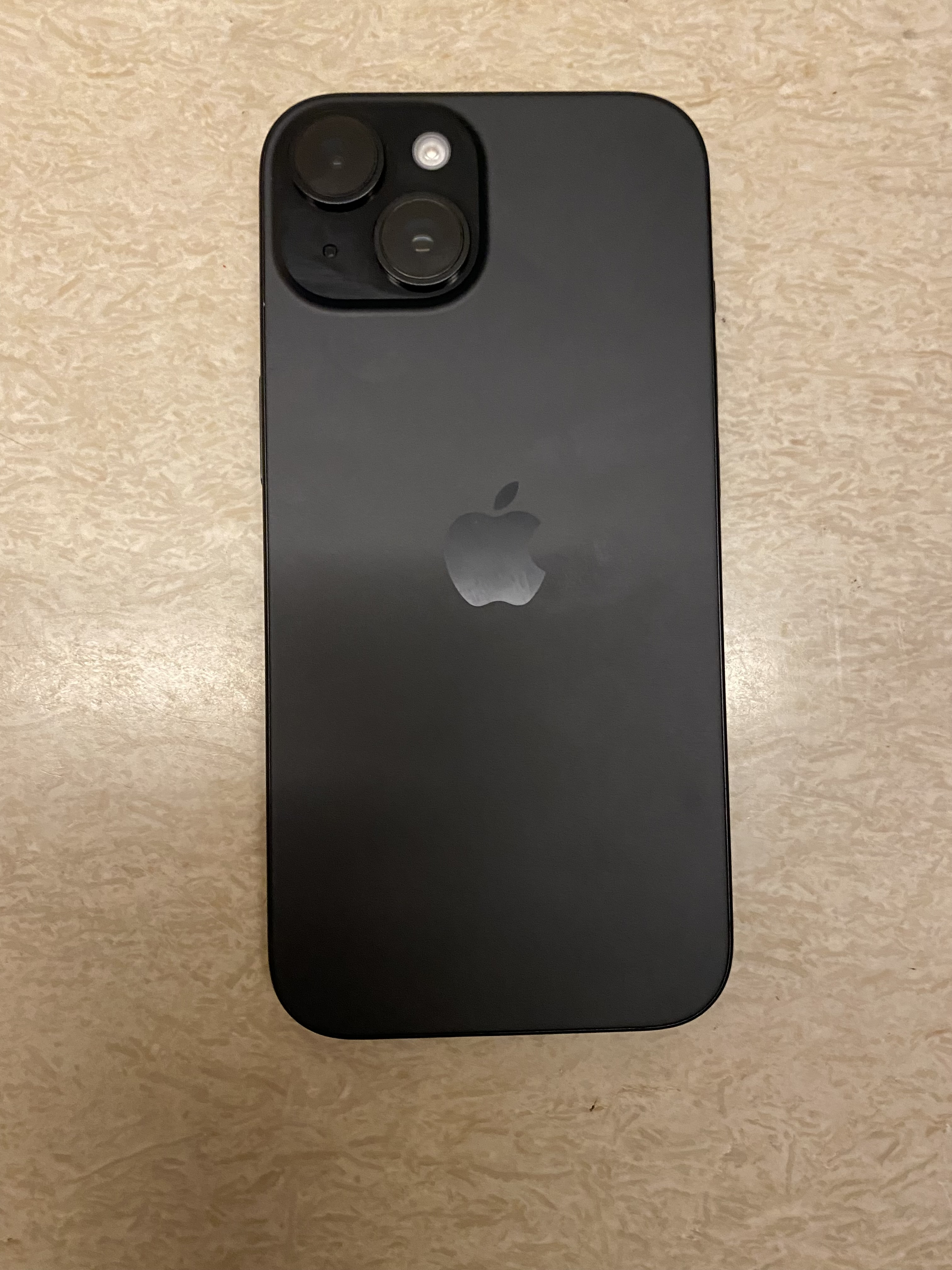
아이폰 15 블랙 후면

아이폰 15와 아이폰 15 플러스는 블루, 핑크, 옐로, 그린, 블랙 5가지 새로운 색상으로 출시된다.
| 색상 | 이름 |
| ---- | ---- |
|      | 블루 |
|      | 핑크 |
|      | 옐로 |
|      | 그린 |
|      | 블랙 |

#### 충전 및 전송 속도
아이폰 15 및 아이폰 15 플러스는 USB 2.0 전송 속도(최대 480Mb/s 또는 60MB/s)의 USB-C를 사용하며, 아이폰 15 프로 및 아이폰 15 프로 맥스는 더 빠른 USB 3.2 Gen 2 전송 속도(최대 10Gb/s 또는 1.25GB/s)를 사용한다.

#### 비디오 출력
모든 아이폰 15 모델은 최대 4K 해상도의 HDR을 갖춘 USB-C 비디오 출력을 통한 DisplayPort 대체 모드를 지원한다.
이전 아이폰 모델(아이폰 5부터 아이폰 14까지)은 라이트닝 커넥터의 기술적 제약으로 인해 Lightning Digital AV 어댑터를 사용할 때 최대 지원 해상도가 1600 x 900(1080p보다 약간 낮음)이었다.

#### 배터리
아이폰 15 플러스는 사용자에게 최대 26시간의 비디오 재생과 최대 100시간의 오디오 재생을 제공하며, 아이폰 15는 최대 20시간의 비디오 재생과 최대 80시간의 오디오 재생을 제공한다.

### 소프트웨어
아이폰 15 및 아이폰 15 플러스는 iOS 17과 함께 출시된다. 폰에는 15 및 15 플러스 모델을 포함한 다이나믹 아일랜드 기능이 있다.

## 갤러리
- iPhone 15
- iPhone 15 Plus
- iPhone 15 시리즈

## 같이 보기
- 아이폰
- iOS 및 iPad 제품 목록
- 아이폰의 역사
- 스마트폰 비교
- 아이폰 15 프로